# You talkin' to me?
Pour un article plus général, voir Taxi Driver.
« You talkin' to me? », généralement traduite en français par « C'est à moi que tu parles ? », est une célèbre réplique dite par Robert De Niro dans le film Taxi Driver de Martin Scorsese sorti en 1976.
La réplique s'est durablement implantée dans la culture populaire et est classée 10e dans le classement des cent répliques les plus célèbres du cinéma américain (AFI's 100 Years... 100 Movie Quotes). Elle concourut beaucoup à la popularité de Robert De Niro.

## Situation
Robert De Niro, jouant le personnage du chauffeur de taxi Travis Bickle, se regarde dans un miroir et déclame la phrase suivante :

« C'est à moi qu'tu parles ? C'est à moi qu'tu parles ? C'est à moi qu'tu parles ? Alors, à qui est-ce que tu parles ? T'en vois un autre que moi, ici ? J'en vois pas d'autres que moi, ici. A qui tu parles, alors, tu vas le dire, oui ou non ?
 »

C'est De Niro qui a improvisé cette séquence dans le film selon un exercice d'« acting » de sa professeure d'art dramatique Stella Adler. Il se serait inspiré pour cette réplique de Bruce Springsteen, qu'il a vu en 1975 lors d'un concert au Roxy de Los Angeles, s'adressant de dos à la foule en liesse par un « You talkin' to me? ».

## Postérité
La réplique a été reprise plusieurs fois dans des sketches comiques (comme José Garcia et Jean Dujardin parmi les exemples francophones). La scène a été reprise dans plusieurs films, d'une façon plus ou moins parodique, par exemple dans Retour vers le futur 3 (1990), ou dans des épisodes de séries animées comme South Park ou Les Simpson.

### Cinéma
- Dans le film Epidemic (1987), Lars von Trier joue la scène.
- dans Retour vers le futur 3 (1990), Marty se prépare à son duel avec Bufford Tannen, dégaine devant son miroir, et répète la phrase : "C'est à moi que tu parles ? C'est à moi que tu parles Tannen ?".
- Dans le film d'animation Le Roi lion (1994), après s’être fait qualifier de « porc » par Banzai, Pumbaa se met en colère et lui demande par trois fois : « C'est à moi que tu parles ? »... avant de préciser "On m'appelle Mr Porc" et fonce sur les hyènes.
- Dans La Haine (1995), Vincent Cassel rejoue cette scène en français en mimant un coup de feu.
- Dans Le Pari, dans la pharmacie, quand Didier va chercher des médicaments dans l'arrière-boutique, il frappe un Punching Ball en disant la phrase « C'est à moi que tu parles ? ».
- Dans Dikkenek, Quand Baudouin récupère les glaçons de Sylvie et ridiculise Steff, elle lui dit "Tu vas te calmer, qu'est-ce qu'il t'a fait ce garçon?" et Baudoin lui répond « C'est à moi que tu parles ? ».
- Dans Le Baltringue, Guy dit « C'est à moi que tu parles ? » devant un miroir.
- Dans Une nuit en enfer 3, Marco Leonardi la déclame en espagnol.
- Dans Kin : Le Commencement (2018), le jeune Eli entre en possession d'une arme futuriste, et prenant conscience du pouvoir que cela lui confère, il joue au dur devant son miroir.

### Télévision
- Dans la série d'animation Phantom: Requiem for the Phantom, Cal Devens dit la réplique une arme à la main et, lorsque Reiji lui demande ce qu'elle dit, elle dit « De Niro » ; néanmoins, la réplique est dite en japonais, du moins pour la version originale.
- Dans la série télévisée Nerdz (saison 2, épisode 23), Régis-Robert, qui fait un film pour sa « cousine-femme », répète la phrase deux fois devant un miroir.
- Dans Mafiosa (saison 3, épisode 2), le clan Nader rejoue la scène.
- L'humoriste Kyan Khojandi a consacré un sketch à cette réplique lors du 17e épisode de son émission Le Festival de Kyan sur France 4.
- Dans série Hé Arnold ! (saison 1 épisode 17, « Arnold le justicier »), Arnold s'entraîne à intimider son agresseur en rejouant la scène.

- Dans la série Ragnarok (Netflix), saison 3 - épisode 2, Magne/Thor joue la scène avec son marteau devant son miroir

### Bande dessinée
- Dans Kid Paddle no 14 (« Serial Player »), planche 543, Midam parodie la scène devant un miroir ; le père commence ainsi : « Chouette, on passe Taxi Driver ce soir à la télé ! Bon film, ça ! »